# Schuckenbaum
Schuckenbaum war eine selbständige Gemeinde und ist nun ein Ortsteil im Westen der Gemeinde Leopoldshöhe im Kreis Lippe. Es grenzt im Westen an die Stadt Bielefeld.

## Geographie
Schuckenbaum ist der zweitgrößte Ortsteil der Gemeinde Leopoldshöhe und liegt im Ravensberger Hügelland und besteht überwiegend aus landwirtschaftlich genutzter Fläche. In Schuckenbaum befindet sich das Schul- und Sportzentrum  sowie die Zentralkläranlage  von Leopoldshöhe.

## Geschichte

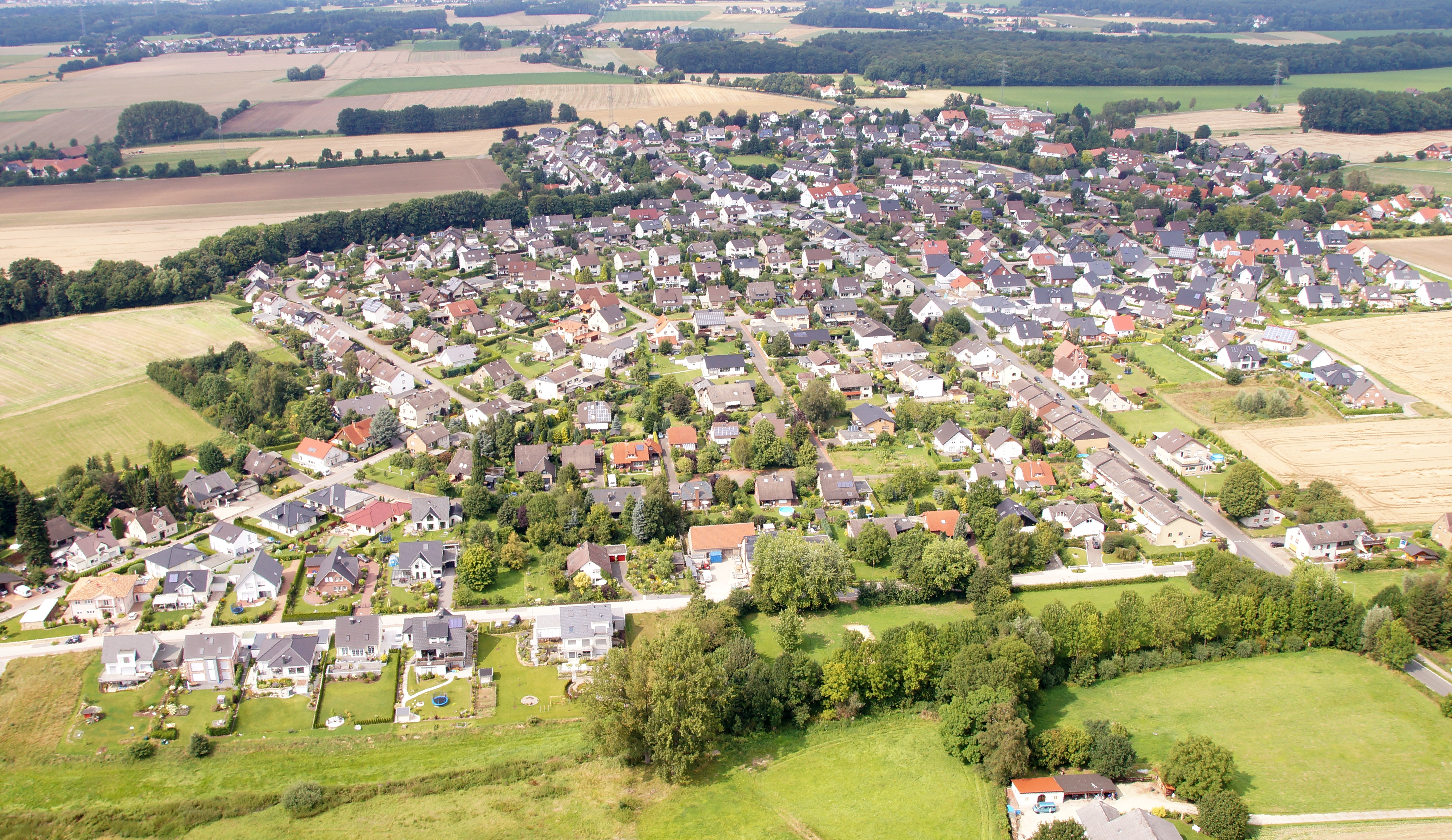
Luftbild von Schuckenbaum (2014)

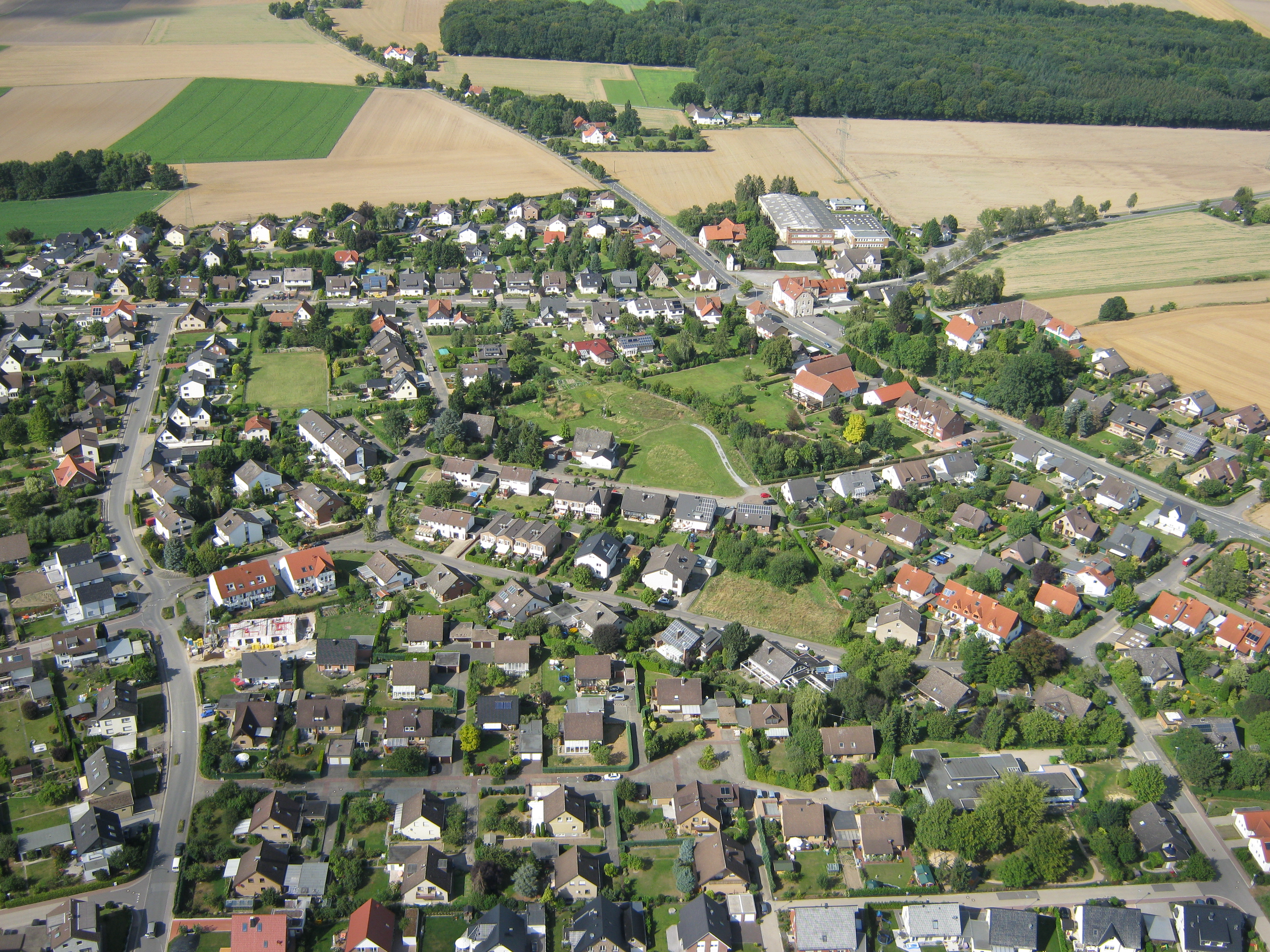
Luftbild von Schuckenbaum (2012)

Die erste urkundliche Erwähnung des Gebietes erfolgte durch Bischof Meinwerk in der Busdorf-Urkunde vom  25. Mai  1036, in der der Bischof von Paderborn dem Kanonikerstift Busdorf unter anderem den Hof Niederbarkhausen im heutigen Ortsteil Asemissen und das Vorwerk Eckendorf im heutigen Ortsteil Schuckenbaum zum Lehen übergab.
Die Hofstelle Schuckmann bzw. Schuckenhof wurde um 1500 urkundlich erwähnt. Dort wurde 1496 der spätere Abt des Klosters Groß Ammensleben bei Magdeburg, Heinrich Schuckmann, geboren.
Am 1. September 1921 wurde die Gemeinde Schuckenbaum aus den Rittergütern Eckendorf und Hovedissen sowie der Gemeinde Hovedissen neu gebildet. Im Rahmen der Gemeindereform durch das Lemgo-Gesetz wurde Schuckenbaum am 1. Januar 1969 in die neugebildete Gemeinde Leopoldshöhe eingegliedert. Letzter Bürgermeister der Gemeinde von 1948 bis 1969 war Georg Kelle.

### Einwohnerentwicklung
| Jahr      | 1860 | 1939 | 1962 | 2018 |
| Einwohner | 825  | 715  | 1053 | 1981 |
| --------- | ---- | ---- | ---- | ---- |

## Trivia
Das FFN-Frühstyxradio nimmt in verschiedenen Comedystücken Bezug auf den Ort Schuckenbaum und seine Lage. Die Frau der Figur Willi Deutschmann hat hier Verwandte.